# Kamienica Turzonów w Lewoczy

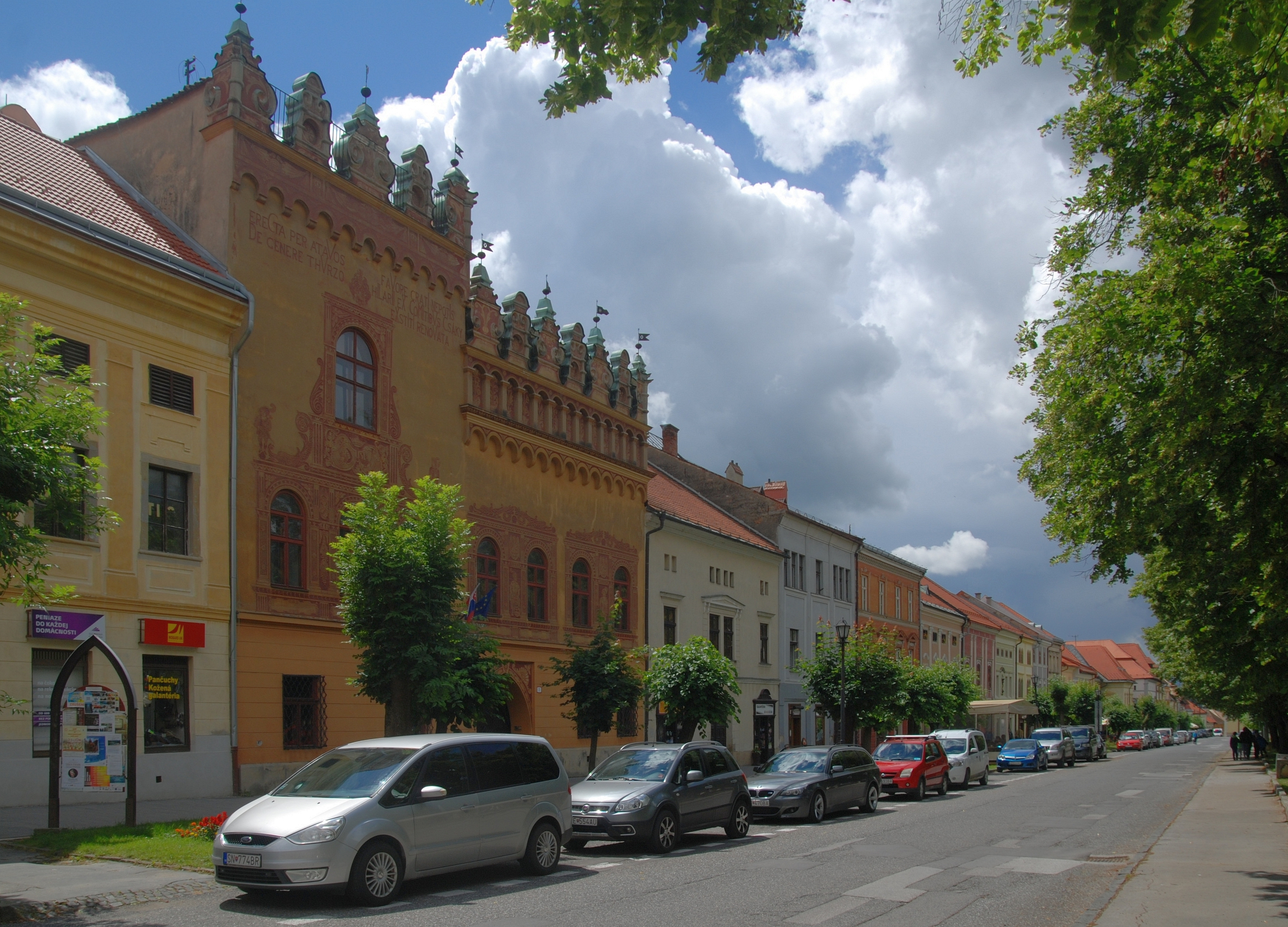
Widok ogólny

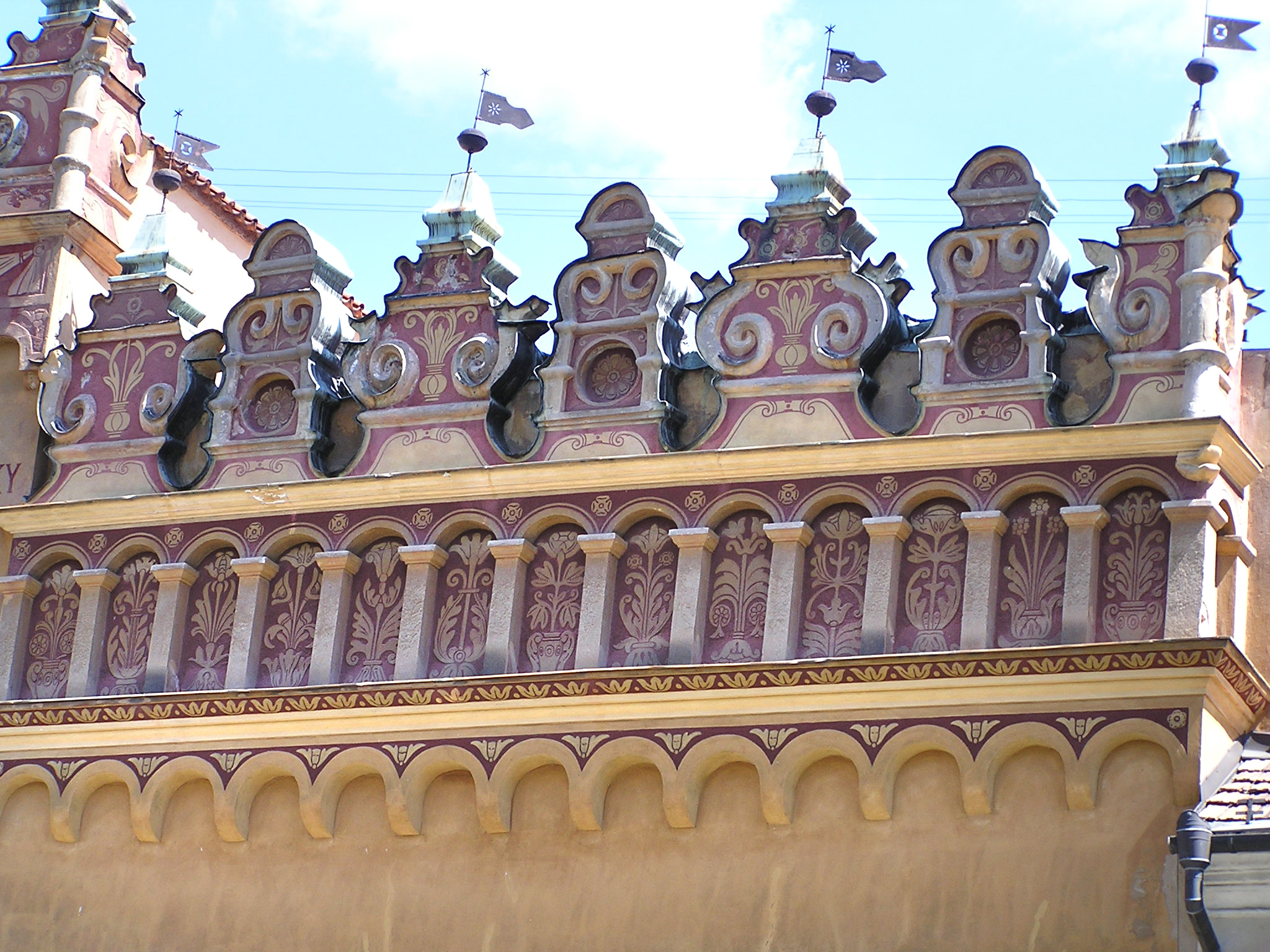
Kamienica Turzonów, attyka

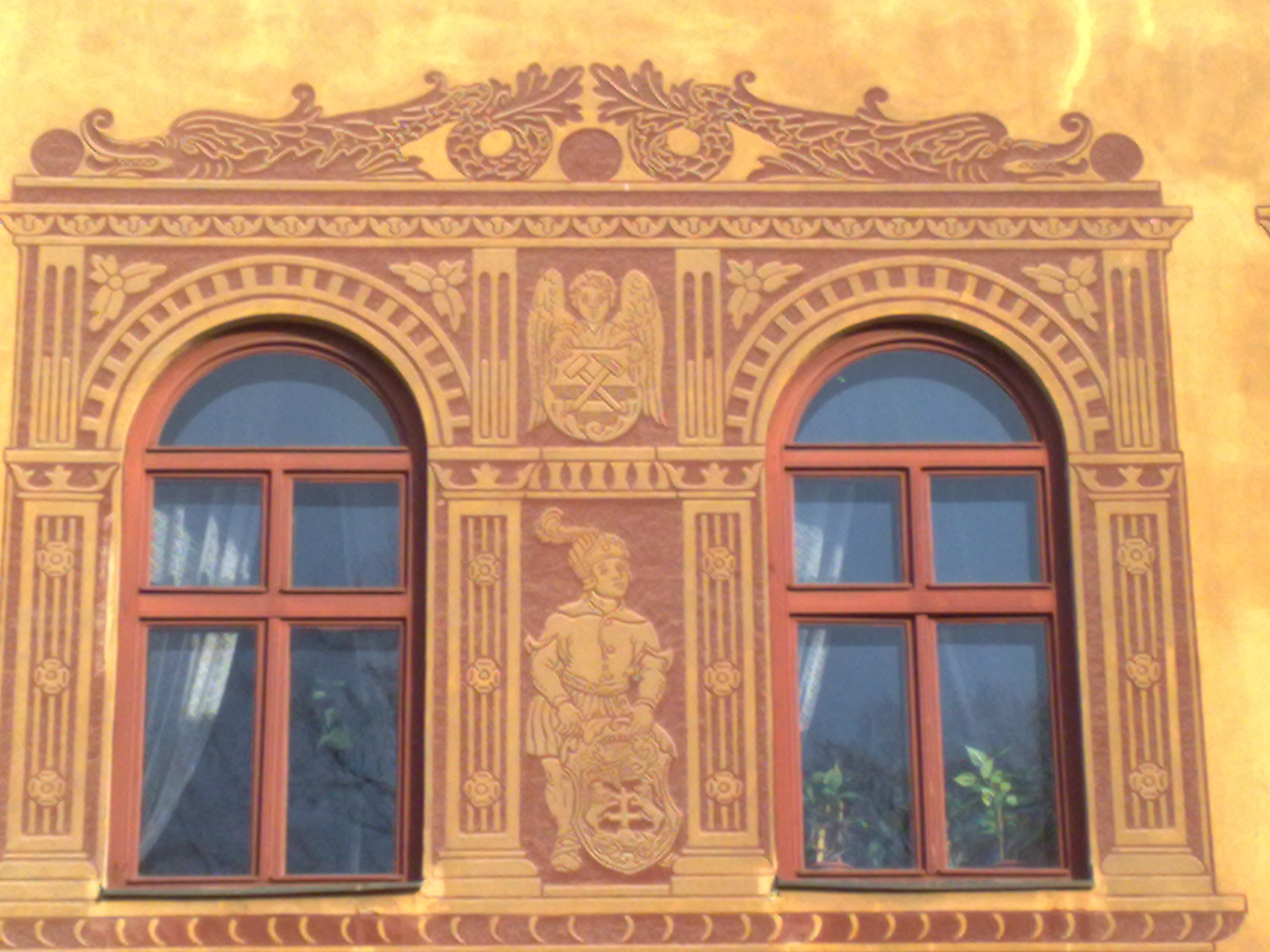
Kamienica Turzonów, szczegół dekoracji

Kamienica Turzonów (słow. Turzov dom) – zabytkowy dom we wschodniej pierzei rynku (słow. Námestie Majstra Pavla nr 7) w Lewoczy na Spiszu, w północno-wschodniej Słowacji. Jedyna kamienica w Lewoczy z kompletnie zachowaną renesansową attyką.
Obecna budowla wznosi się na dwóch wąskich działkach, na których pierwotnie stały dwa domy. W XV w. nabył je możny ród Turzonów – spiskich kupców i przemysłowców – i postawił na nich dzisiejszy budynek. Kamienica należała jednak do Turzonów jedynie do 1532 r., później władali nią inni właściciele.
Budynek składa się z dwóch części: lewej (patrząc od frontu) trójkondygnacyjnej i (według dyspozycji piętra) trzyosiowej oraz prawej – dwukondygnacyjnej i czteroosiowej. Obie części, malowane tradycyjnie na kolor ochry, mają fronty zwieńczone wydatnymi, ażurowymi attykami balustradowymi, które tworzy rząd sterczyn ozdobionych wolutami. Attyki są podparte fryzami arkadkowymi, z których prawy (na niższej części budynku) jest dwukondygnacyjny.
Do dzisiejszego wyglądu była przebudowana w roku 1824. Następnie pozostawała w rękach rodziny Csákych. W latach 1903–1904 otrzymała bogate sgraffitowe ozdoby frontu, utrzymane w kolorze bordo, zawierające m.in. herby Turzonów, Hilarego Csákyego i jego małżonki, Spiskiej Żupy oraz miasta Lewoczy. Okolicznościowy napis wykonany w tej samej technice przypomina inicjatorów budowy (Turzonowie) i restauracji (Csáky) obiektu. Jedno z pomieszczeń drugiego piętra, nakryte kopułowatym sklepieniem, posiada na ścianie dekorację malarską, której autorem jest znany lewocki malarz Jozef Czauczik (1780-1857).
Budynek jest obecnie siedzibą Archiwum Okręgowego.